# Tippler

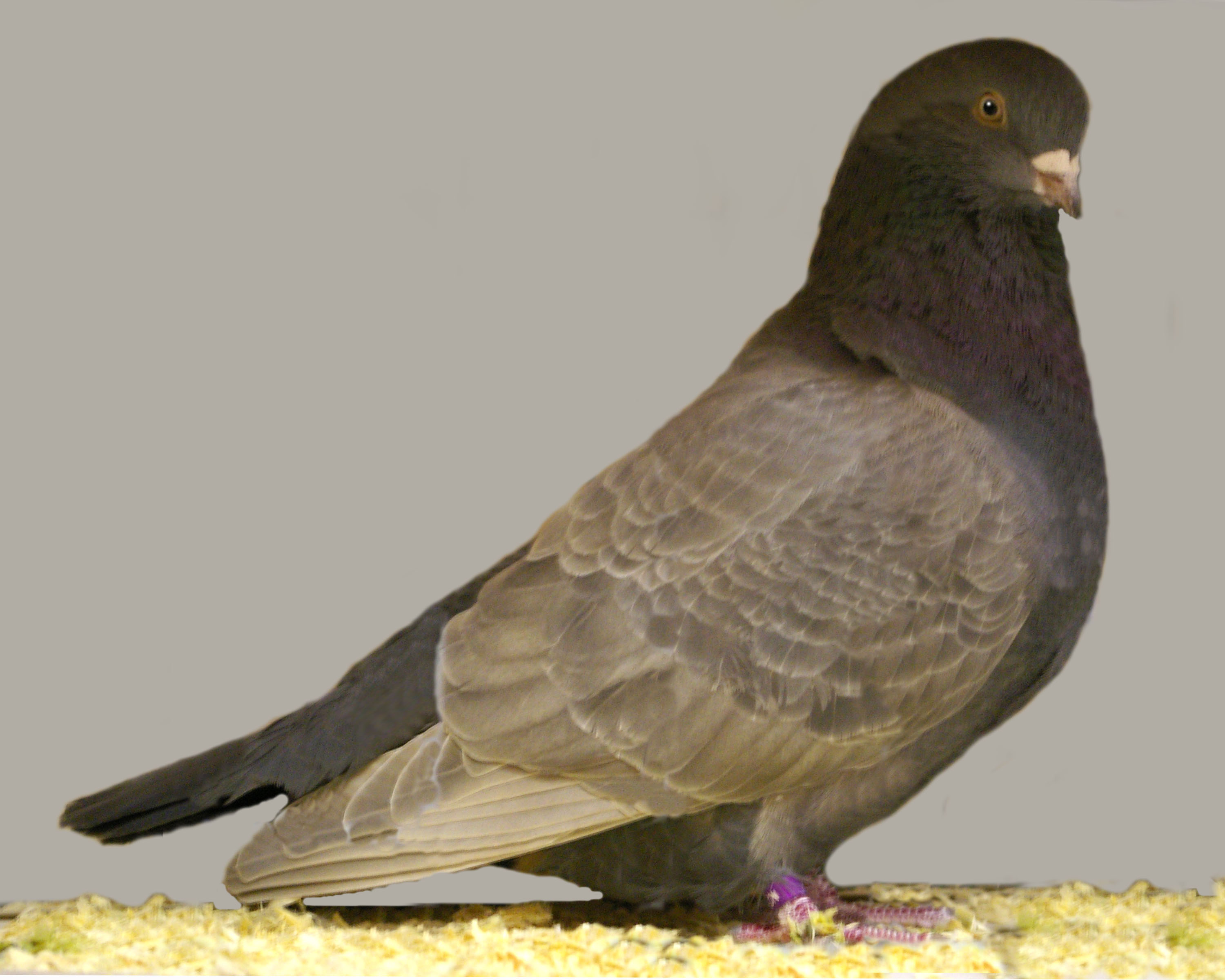

Tippler, též anglický tippler, soutěžní tippler nebo flying tippler, je celosvětově nejznámější a nejrozšířenější plemeno holuba domácího náležející k tzv. výkonným rejdičům. Využívá se především k závodnímu létání, vzhled není důležitý. Je to rejdič vytrvalostní, nejlepší jedinci nepřetržitě létají přes 20 hodin. Chová se ve všech zemích, kde se provozuje sportovní holubářství, především ve Spojených státech, ve Velké Británii a v Německu.

## Charakteristika
Sportovní létání s tipplery vzniklo v Anglii na začátku 19. století. Pro tento účel byli používaní ptáci vycházející z anglických rejdičů včetně birminghamského rolera, rejdiče cumulet a  vysokoletců různých typů i původu. První světový rekord zaznamenal v roce 1876 pan J. Ball v anglickém městě Macclesfield s časem 11 hodin a osm minut. První písemná zmínka současných o anglických závodních tipplerech pochází z roku 1932, kdy Job Ofield vydal monografii s příznačným názvem "Flying tippler".
Velmi záhy došlo k rozdělení plemene na dvě skupiny: jeden směr šlechtění se od počátku zabýval exteriérem, druhý směřuje čistě ke sportovnímu letu, cílem je získat výkonného vytrvalostního rejdiče. Tuto druhou skupinu reprezentuje je právě anglický soutěžní tipper. Jeho hodnota spočívá ve sportovních výkonech, jeho vzhled není důležitý. Plemeno nemá vypracovaný ani vzorník, tzn. standard plemene, který by nějakým způsobem požadovaný vzhled popisoval.
Je to holub střední velikosti, jednoduchých tvarů, s aerodynamickým utvářeným trupem a křídly. Chovatelé ve světě dávají přednost tipplerům s perlovým okem, deseti primárními letkami a dvanácti pery v ocase. Tippler se vyskytuje ve všech standardních i nestandardních barevných rázech i kombinacích, nejčastěji se jedná o bělouše a tygry, takže o strakaté holuby. Tippler však není exteriérově žádné ustálené plemeno. Podle tělesných znaků se dá celá jeho populace rozdělit do čtyř základních typů:
- Macclesfieldský tippler je menšího tělesného rámce, zavalitější postavy, má krátké nohy i krk. Nejčastěji je to světle zbarvený pružák.
- Birminghamský tippler je středně velký, poměrně robustní pták s delším zobákem. Barvu peří má ve všech základních barvách, často má bílé letky.
- Manchesterský tippler je menší než tippler birminghamský, ale větší než ten macclesfieldský. Má krátké končetiny a silná křídla s širokými letkami. Barva opeření je hnědá, červená, červená straka a modrá černopruhá.
- Sheffieldský tippler je statný pták, ze všech typů je nejvytrvalejší letec, létá i za špatného počasí a má vynikající prostorovou orientaci. Používá se proto k zušlechťování ostatních typů. Na rozdíl od nich však nelétá do velkých výšek.

Plemeno se dále rozpadá do množství linií, které jsou pojmenované po holubářích, z jejichž chovů vzešly.

## Závody tipplerů

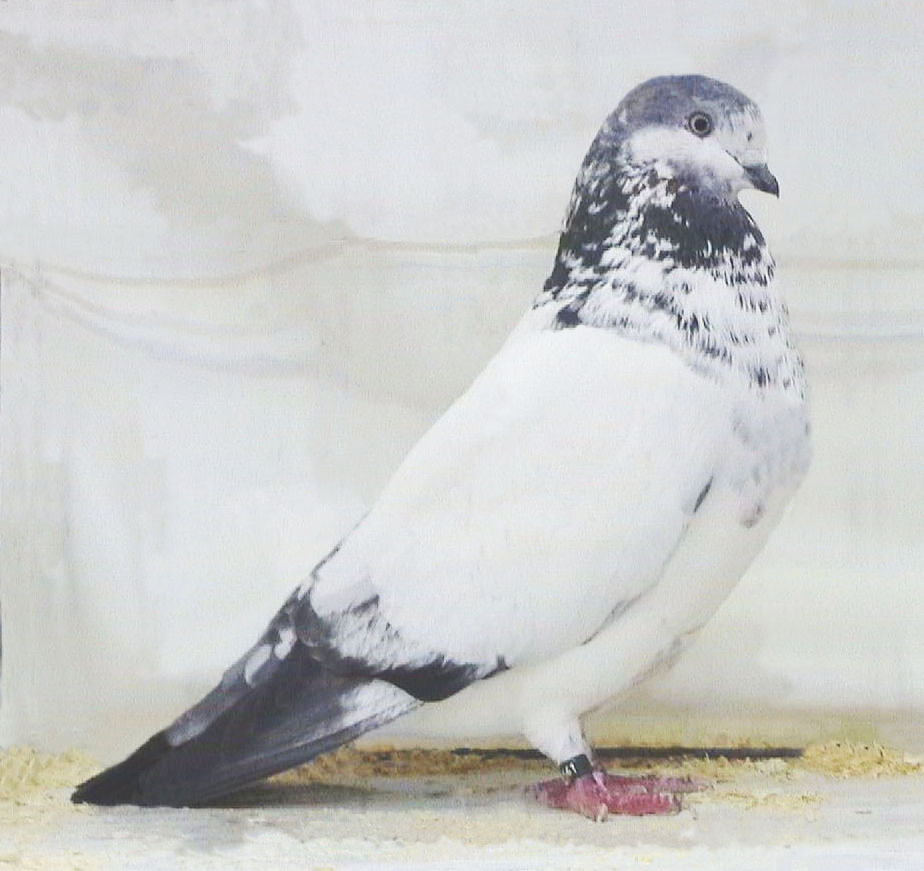

Tippler je vytrvalostní rejdič, při závodech se hodnotí pouze doba trvání letu. Jsou to letci skupinoví, závodů se vždy účastní hejno nejméně tří holubů, kteří startují a létají společně. Vypuštění tippleři létají poměrně vysoko v kruzích nad holubníkem. Závod končí usednutím holubů na zem. Současný světový rekord drží pan Harry Shannon z Irska, jehož holubi v roce 1995 zalétli 22 hodin a pět minut nepřetržitého letu. Český rekord z roku 2010 činí 18 hodin a jedna minuta.
Termíny jednotlivých závodů jsou pevně stanoveny a jednotliví chovatelé se do nich přihlašují už před začátkem letové sezóny. Delegovaní rozhodčí sledují celý průběh závodu a výsledky zapisují do letových protokolů.

## Chov

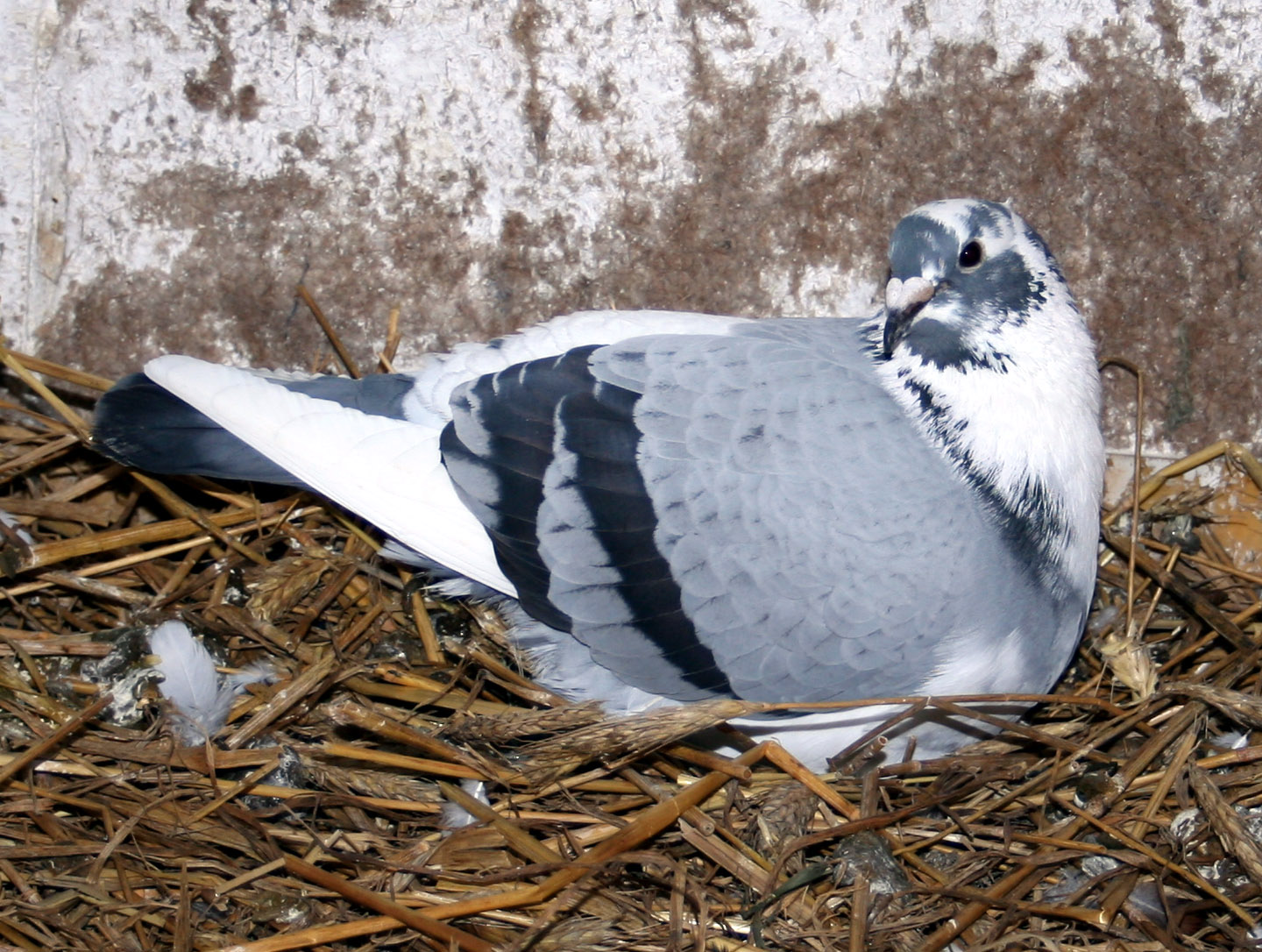

Tippler je nenáročný a plodný holub. K životu mu stačí menší, suchý holubník bez průvanu. Pro závodící tipplery je potřeba jeho uspořádání minimálně na tři oddělení, jedno pro chovné hejno, druhé pro výletky a třetí pro hejno závodní. Pro vrcholové výkony je možné tipplery v závodním hejnu chovat i v samostatných boxech pro jednotlivé holuby. Závodní ptáci se pravidelně krmí odměřeným množstvím potravy, aby nezatloustli, a učí se pít jenom jednou denně, aby je žízeň nenutila přerušit předčasně let.

### Trénink tipplerů
Aby tippler dosáhl vynikajících výkonů a vydržel ve vzduchu déle než 15 hodin, je nutné ho k závodům připravit. Po odstavení od rodičů je výletci přesouvají do samostatného oddělené v holubníku. Zde se naučí na krmení 1× denně a restringovanou krmnou dávku. Krmí se v přítomnosti vábníka, neboli droppera, často to bývá bílý pávík. Postupně se z klece seznamují s okolím holubníku a pak se vypouštějí k proletům, které jsou ukončené vypuštěním droppera na střechu. U holubů se za pomocí krmení vytvoří podmíněný reflex a pávík je pro ně signálem k usednutí hejna. Kromě pávíků se dá použít i zvukový či světelný signál, ale pávíci jsou nejpoužívanější.
Dospělí holubi jsou vypouštěni k proletu každý druhý až třetí den, doba tréninkového letu se pohybuje kolem šesti hodin, pak je let vypuštěním droppera ukončen. Tippleři se učí také létat a přistávat i za tmy. Při kondičním tréninku jsou holubi na přísné dietě, aby neměli v těle žádný tuk. Tato fáze tréninku trvá asi měsíc, pak se tippleři připravují na závody: zavřou se do omezeného prostoru a trochu se jim zvýší obsah energie v krmení. Stále se krmí a napájí jednou denně. Po pár dnech je tippler připraven k výkonu. Pár dní uzavření ptáci se na let velmi těší a vydrží létat velmi dlouho.

## Výstavní tippler
Kromě čistě sportovního tipplera, u kterého se vzhled vůbec nehodnotí, existuje i tippler výstavní, který vzorník má a který se podle něj hodnotí na výstavách. Výkon se u nich nehodnotí a často k němu ani nemají předpoklady. Plemenem, které má nejblíže sportovnímu tipplerovi, je výstavní flying tipper, plemeno zapsané v seznamu EE pod číslem 0919. Anglický výstavní tippler, v seznamu EE pod číslem 0829, je verze tipplera, která byla jako okrasný pták šlechtěna už od prvopočátku vzniku tipplerů. Je to klidný, voliérový pták, často s  bronzovězbarveným opeřením. Německý výstavní tippler, EE 0840, je plemeno vzniklé ve Východním Německu z tipplerů importovaných před 2. světovou válkou, přičemž se jednalo jako o bronzové anglické výstavní holuby tak o tipplery sportovní. Po uzavření hranic se obě populace výstavních tipplerů oddělily. V NDR se výstavní tippleři křížili s berlínským krátkozobým rejdičem a anglickým dlouholícím rejdičem, takže došlo jak ke změně typu, tak barvy, na výstavách v Německu převládli nakonec černí a bronzoví tygři.